# Bahnhof Offenbach-Hundheim
Der Bahnhof Offenbach-Hundheim war der Bahnhof, der rheinland-pfälzischen Orte Offenbach am Glan und Hundheim, die 1969 im Zuge der Verwaltungsreform zur neuen Ortsgemeinde Offenbach-Hundheim zusammengelegt wurden. Er befand sich an der 1904 eröffneten Glantalbahn Homburg–Bad Münster entlang des mittleren Streckenabschnitt Altenglan–Lauterecken-Grumbach. 1985 wurde der Personenverkehr eingestellt, einige Jahre später der Güterverkehr. Mit der Aufnahme des Draisinenbetriebs auf der Glantalbahn zwischen Altenglan und Staudernheim wurde an seine Stelle eine Draisinenstation eingerichtet.

## Geografische Lage
Der Bahnhof befand sich in der Ortsmitte von Offenbach am Glan. Er lag 169,7 Meter über Normalnull zwischen den Bahnstationen Niedereisenbach-Hachenbach (km 68,1) im Süden und Wiesweiler (km 72,8) im Norden.
Der Nullpunkt der Kilometrierung der Bahnstrecke liegt westlich des Bahnhofs Scheidt. Von da führt sie über die seit 1879 beziehungsweise 1895 existierende Bestandsstrecke bis Rohrbach, anschließend über die am 1. Januar 1904 bestehende Verbindung über Kirkel und Limbach und danach wechselte sie auf die Glantalbahn. Später wurde der Streckenabschnitt Homburg–Altenglan neu kilometriert, während die Kilometrierung nördlich von Altenglan bestehen blieb. Demnach befindet sich die Station vom Homburger Hauptbahnhof aus betrachtet beim Streckenkilometer 46,9.

## Bezeichnung
Bis 1910 war die Bezeichnung des Bahnhofs „Offenbach a. Glan“, als er in „Offenbach-Hundheim“ umbenannt wurde.

## Geschichte

### Erfolglose Bemühungen um einen Bahnanschluss

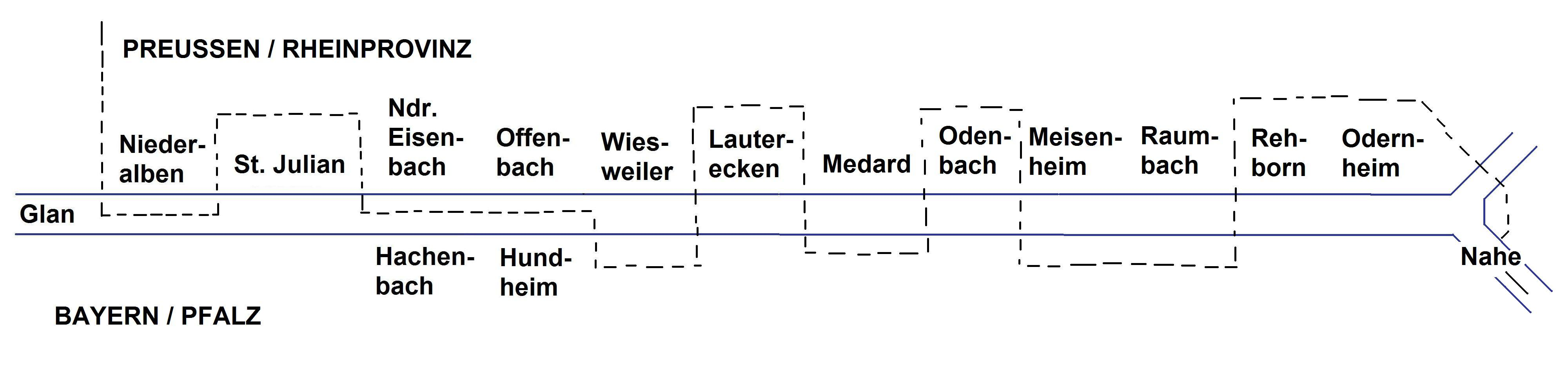
Grenzverlauf zwischen Bayern und Preußen im Glantal von 1866 bis 1945; Offenbach war preußisch, Hundheim hingegen bayerisch

Obwohl eine Bahnstrecke entlang des Glan als Verbindung zwischen dem Saargebiet und der Region um Bingen aus geographischer Perspektive naheliegend gewesen wäre, verhinderte die Kleinstaaterei im 19. Jahrhundert lange Zeit einen entsprechenden Bau. Erste Bemühungen, die auf einen Bahnanschluss der nordwestlichen Pfalz abzielten, gehen bis ins Jahr 1856 zurück. Im Zuge des Baus der Rhein-Nahe-Bahn zielte eine Initiative darauf ab, eine Trasse über Lauterecken, Altenglan und Kusel bis nach St. Wendel und Neunkirchen auf den Weg zu bringen. Die Bestrebungen hatten jedoch keinen Erfolg, da Preußen eine solche Bahnstrecke in erster Linie innerhalb des eigenen Territoriums haben wollte. Im mittleren und unteren Glantal zwischen Altenglan und Staudernheim verlief die Grenze zwischen Bayern und Preußen sehr unregelmäßig, was dem Bahnbau ebenfalls abträglich war.
1868 wurde die Bahnstrecke Landstuhl–Kusel eröffnet, die jedoch lediglich von Glan-Münchweiler bis Altenglan entlang des Glan führt. Dies beflügelte die Bestrebungen der Gemeinden im Flusstal nördlich von Altenglan, einen Bahnanschluss zu fordern, was jedoch zunächst erfolglos blieb. Zunächst scheiterte das Vorhaben an unterschiedlichen Vorstellungen zur Zinsgarantie zwischen Preußen und Bayern, deren Territorium die Strecke berühren sollte.

### Bau und Eröffnung
Erst gegen Ende des 19. Jahrhunderts revidierte Bayern seine ablehnende Haltung gegenüber einer strategischen Bahnlinie entlang des gesamten Glan, da sich die deutschen Beziehungen zu Frankreich zwischenzeitlich verschlechtert hatten. Die strategische Strecke sollte von Homburg aus unter Mitbenutzung der Bahnstrecke Landstuhl–Kusel auf dem Abschnitt Glan-Münchweiler–Altenglan und der vom Lautertal aus kommenden Strecke ab Lauterecken bis nach Bad Münster verlaufen, wobei sich der Verlauf ab Odernheim am rechten Ufer der Nahe orientieren sollte. Gleichzeitig war vorgesehen, die Bestandsstrecke Lauterecken–Odernheim zweigleisig auszubauen. Baubeginn für die strategische Bahn war der Sommer 1902. Der namensgebende Glan musste stellenweise verlegt werden. Dabei fand das ausgehobene Erdreich teilweise als Bahndamm Verwendung.
Die Glantalbahn wurde schließlich am 1. Mai 1904 auf durchgehender Länge eröffnet; entlang dieser neuen Bahnstrecke war Offenbach-Hundheim eine von insgesamt 26 Unterwegsstationen.

### Weitere Entwicklung
Bereits am Anfang des Jahres 1904 das Bezirksamt Kusel beantragt, die geplante Bachbahn ab Weilerbach nach Norden über Essweiler und Jettenbach bis nach Offenbach zu führen. Auch in dieser Gegend bildete sich ein Komitee, das eine Bahnstrecke verfocht und argumentierte, dass die Steinbrüche vor Ort lediglich durch einen direkten Eisenbahnanschluss überlebensfähig seien. In diesem Zusammenhang wurde auf die positive Entwicklung des Rammelsbacher Steinbruchs in der Folge der Eröffnung der Bahnstrecke Landstuhl–Kusel verwiesen. Während die pfälzische Regierung dem Vorhaben aufgeschlossen gegenüberstand, scheiterte dies 1908 am Widerstand des Landes Bayern.
Der Bahnhof verfügte im Jahr 1914 über drei Hauptgleise. Die Länge der Nebengleise betrug insgesamt 369 Meter.
Zum 5. Mai 1941 wurde ein Verzeichnis mit dem Titel „lebenswichtige Züge“ herausgebracht. Sein Zweck bestand darin, dass aufgrund des Krieges damit zu rechnen war, dass der Fahrplan nicht eingehalten werden kann. Aus diesem Grund umfasste es ein Mindestangebot an Zügen, das einzuhalten war. Zwischen Altenglan und Lauterecken-Grumbach mussten demnach mindestens vier Züge verkehren.

### Bedeutungsverlust und Stilllegung
Nachdem auf 1964 Abschnitt St. Julian–Lautertecken-Grumbach das zweite Gleis stillgelegt und abgebaut worden war, waren in Offenbach-Hundheim noch für kurze Zeit Zugkreuzungen möglich, ehe die entsprechenden Weichen ebenfalls demontiert wurden. Ab 1965 war der Bahnhof bis zu deren Einstellung im Jahr 1979 außerdem Unterwegshalt der Eilzüge Zweibrücken–Mainz. Bereits 1968 gab von Seiten der Deutschen Bundesbahn (DB) erste Bestrebungen, die Glantalbahn stillzulegen; dies scheiterte jedoch am Widerstand der Landesregierungen von Rheinland-Pfalz und dem Saarland. Ein erneuter Antrag der DB aus dem Jahr 1973, den Güterverkehr zwischen Altenglan und Lauterecken zum 31. Dezember 1975 einzustellen, setzte sich ebenfalls nicht durch.
Am 31. Mai 1985 wurde der Personenverkehr zwischen Altenglan und Lauterecken-Grumbach eingestellt; Bedeutung hatte der Streckenabschnitt zuletzt fast ausschließlich im Schülerverkehr gehabt. Obwohl faktisch seit Jahrzehnten keine Hauptbahn mehr, wurde der Glantalbahn-Abschnitt Glan-Münchweiler–Odernheim erst zum 29. September 1985 offiziell zur Nebenbahn herabgestuft.
Als letzter Gütertarifpunkt zwischen Ulmet und Lauterecken-Grumbach wurde der Bahnhof Offenbach-Hundheim in der zweiten Hälfte der 1980er Jahre aufgegeben. 1992 wurde das Stilllegungsverfahren für den Abschnitt Altenglan–Lauterecken eingeleitet, was jedoch durch die Umwandlung der DB in die Deutsche Bahn AG zum 31. Dezember 1993 ausgesetzt wurde. Am 6. Juli selben Jahres befuhr noch einmal ein Unkrautspritzzug die Teilstrecke, der zugleich die letzte durchgehende Zugfahrt bildete. Die Stilllegung selbst trat zum 31. Dezember 1995 in Kraft.

### Alternative zur Stilllegung
Um eine endgültige Stilllegung des Streckenabschnitts Altenglan–Staudernheim einschließlich Streckenabbau zu verhindern, hegten Studenten der Universität Kaiserslautern Pläne, wonach auf der Glantalbahn zwischen Altenglan und Staudernheim ein Betrieb mit Eisenbahn-Draisinen eingerichtet werden solle. Zu den Unterstützern dieses Projekts gehörte der Kuseler Landrat Winfried Hirschberger, dem im Jahr 2000 schließlich die Verwirklichung gelang. Seit 2000 ist der Bahnhof Offenbach-Hundheim eine Draisinenstation auf der Glanstrecke.
2005 wurde der seit 2001 etappenweise eröffnete Glan-Blies-Weg durch Offenbach durchgezogen, der den Bahnhofsbereich passiert und über weite Teile das ehemalige zweite Gleis der Glantalbahn benutzt.

## Bauwerke
Der Bahnhof erhielt ein größeres Empfangsgebäude, das heute als Wohnhaus genutzt wird. Darüber hinaus besaß er einen Güterschuppen, ein Aborthaus, ein Stellwerk, einen Ladeplatz, ein Kohlenlager sowie eine Laderampe. Ersterer dient heute einem Unternehmen.

## Verkehr

### Personenverkehr
Im Jahr 1905 wurden am Bahnhof Bedesbach-Patersbach insgesamt 15928 Fahrkarten verkauft. Mit der durchgehenden Eröffnung der Glantalbahn wurde der Bahnhof von fünf Zugpaaren angefahren. Bis zum Ausbruch des Ersten Weltkrieges erhöhte sich die Zahl auf sechs, um sich nach Kriegsende zu halbieren. 1929 fuhren zehn Zugpaare Bedesbach-Patersbach an, was zugleich der Höchststand hinsichtlich der Frequentierung des Bahnhofs war. In den 1930er Jahren und im Zweiten Weltkrieg waren es nur noch sechs und unmittelbar danach drei. In den nächsten drei Jahrzehnten schwankte die Zahl zwischen fünf und sieben.
1965 wurden zwei Eilzugpaare zwischen Zweibrücken und Mainz eingerichtet, die über die Glantalbahn verkehrten und die in Schönenberg-Kübelberg hielten. Initiator dieser Verbindung war der damalige Zweibrücker Oberbürgermeister Oskar Munzinger, der zu diesem Zeitpunkt ebenfalls im Landtag von Rheinland-Pfalz saß und seine beiden Arbeitsplätze miteinander verbunden haben wollte. Im Volksmund wurden diese Züge deshalb als „Munzinger-Express“ bezeichnet. Aufgrund der inzwischen fehlenden Verbindung Odernheim-Bad Münster mussten diese Züge nach Staudernheim fahren, dort Kopf machen und anschließend Richtung Osten die Nahetalbahn benutzen. 1967 gab es weiteres Paar zwischen Homburg und Gau Algesheim. Ab 1970 waren diese Verbindungen offiziell nur noch Nahschnellverkehrszüge, ehe die 1979 komplett eingestellt wurden. Zum Zeitpunkt der Stilllegung verkehrten drei Zugpaare an Werktagen.

### Güterverkehr
Im Güterverkehr hatte der Bahnhof lediglich eine geringe Bedeutung. So wurden 1905 beispielsweise 3065,28 Tonnen Güter empfangen beziehungsweise verkauft. Um 1920 herum erfolgte die Bedienung des Streckenabschnitts Bad Münster–Lauterecken-Grumbach vom Güterbahnhof in Ebernburg an der Alsenztalbahn aus, der südlich von Lauterecken als Durchgangsgüterzug bis nach Homburg verkehrte. 1972 empfing er 2515 Tonnen und versendete 131. Zehn Jahre später war der Empfang auf 1110 Tonnen geschrumpft, der Versand mit 170 Tonnen jedoch etwas höher. Dennoch war er zum Zeitpunkt der Einstellung des Personenverkehrs der letzte Bahnhof zwischen Ulmet und Lauterecken-Grumbach, der im Güterverkehr bedient wurde.